# St Marks Unitarian Church

Die St Marks Unitarian Church ist ein unitarisches Kirchengebäude in der schottischen Hauptstadt Edinburgh. Die Kirche befindet sich in der Castle Terrace unweit des Edinburgh Castle und der Princes Street im Zentrum Edinburghs.

## Geschichte
Im Jahr 1792 wurde in Montrose die erste unitarische Gemeinde Schottlands gegründet. Einer ihrer führenden Vertreter war der ehemalige anglikanische Pfarrer Thomas Fyshe Palmer, unter dem auch in Glasgow und Edinburgh unitarische Gemeinden entstanden, die sich 1812/1813 zur Scottish Unitarian Association zusammenschlossen. Im Oktober 1835 eröffnete die Gemeinde in Edinburgh schließlich das jetzige Kirchengebäude.
Entworfen wurde die nach dem Evangelisten Markus benannte Kirche vom schottischen Architekten David Bryce. Sie zeichnet sich durch eine barocke Außenfassade und einen Innenraum mit manieristischen Einflüssen aus. An der Fassade findet sich die Aufschrift aus dem 1. Timotheusbrief There is one God, and one mediator between God and men, the man Christ Jesus (zu deutsch: Einer ist Gott, und einer ist Mittler zwischen Gott und Menschen, der Mensch Christus Jesus), die das antitrinitarische Glaubensverständnis der Unitarier deutlich macht. 
Der Innenraum bot zunächst für mehrere hundert Personen Platz und ist von einer Galerie eingefasst. Das tonnenförmige Dach sowie die Galerie werden von gusseisernen im Stile des Klassizismus gestalteten Säulen getragen. Zentrales Element ist im Sinne einer typisch protestantischen Predigtkirche die Kanzel. Flankiert wird diese in der Südwand von zwei Mosaikfenstern. An der Rückseite der Kirche findet sich mit der Upper Hall ein kleinerer Besprechungsraum mit einer Kapazität für 60 Personen sowie einer Küche mit Theke. Unterhalb der Upper Hall befindet sich mit der Lowwer Hall ein weiterer Besprechungs- oder Proberaum. Erster Prediger der Gemeinde wurde George Harris, der zuvor der unitarischen Gemeinde in Glasgow gedient hatte. Im Jahr 1881 wurde der Innenraum umgestaltet und  die Sitzplatzkapazität reduziert.